# Oswaldella herwigi
Oswaldella herwigi är en nässeldjursart som beskrevs av El Beshbeeshy 1991. Oswaldella herwigi ingår i släktet Oswaldella och familjen Kirchenpaueriidae. Inga underarter finns listade i Catalogue of Life.